# Unterseeboot lanceur d'engins

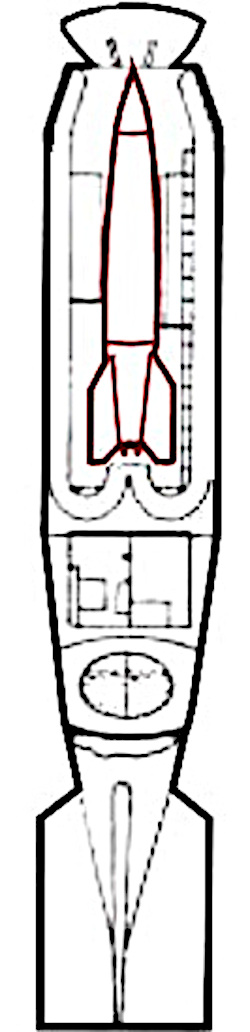
Un missile V-2 embarqué dans un Sous-marin lanceur d'engins

L'Unterseeboot lanceur d'engins est un projet militaire du Troisième Reich abandonné dont le but était de construire le premier sous-marin lanceur de missiles balistiques, durant la Seconde Guerre mondiale, dans l'ambition d'un bombardement de New York avec les nouveaux  missiles V-2.

## Chronologie
Durant la Seconde Guerre mondiale, plusieurs projets destinés à doter un U-Boot de missiles sont entrepris par le site militaire de recherche de l'armée allemande de Peenemünde.
En 1941, les premiers essais ont lieu avec un lance-roquettes multiple de type Nebelwerfer, installé sur le pont du sous-marin U-511. Les essais effectués montrent que les tirs depuis la surface et jusqu'à 12 mètres de profondeur n'altèrent pas la précision des missiles ; la combinaison fonctionne donc. La combinaison missile/U-Boot est d'abord envisagée comme une arme contre les escortes de convoi de navires de ravitaillement alliés. Cependant, sans système de guidage, le système d'armes est en grande partie inefficace.
En 1943, l'intérêt pour le concept est relancé avec l'avènement de la bombe volante V-1. Les projets proposés consistent à charger un V-1 et son lanceur dans un U-Boot afin d'augmenter significativement la portée du V-1, limitée à 250 km lors de tirs depuis des sites terrestres. Cette proposition n'est toutefois pas retenue à cause d'une rivalité entre la Kriegsmarine, hiérarchique des U-Boote et la Luftwaffe, dont le V-1 est le projet.
Toujours en 1943, les Allemands envisagent de tirer la fusée V-2 depuis un sous-marin, la cible principale étant les États-Unis. Comme le V-2 est trop grand pour être porté par les types d'U-Boote alors en service, les Allemands conçoivent un sous-marin de 500 tonnes destiné spécialement à transporter et à lancer le V-2. Sans pilote et sans moteur, il doit être remorqué par un U-Boot conventionnel jusqu'à portée de sa cible, puis mis en place et lancé. Trois de ces sous-marins sont commandés fin 1944, un est construit et aucun essai n'est effectué.
Les services de renseignement alliés ont vent du projet et l'opération Teardrop est mise sur pied par la Marine des États-Unis (United States Navy) en avril et en mai 1945. L'opération consiste à rechercher et à couler les sous-marins allemands approchant de la côte américaine et supposément armés de bombes volantes V-1. La plupart des sous-marins allemands sont rapidement rejetés dans l'Atlantique et détruits lors d'opérations anti-sous-marines massives. Les recherches faites après-guerre n'ont jamais montré de menace crédible d'attaque par des missiles embarqués sur des U-Boote.